# Svijet
 Ovo je glavno značenje pojma Svijet. Za umjetno otočje ispred Dubaija pogledajte Svijet (Dubai).
Svijet je drugi naziv za Zemlju, univerzum, za skup ljudskih bića ili za skup država izvan vlastite.

## Značenja
U filozofskom smislu, može se odnositi na svemir, sve što predstavlja stvarnost. U teološkom kontekstu, svijet se obično odnosi na materijal ili svjetovne sfere, za razliku od nebeskih, duhovnih, transcendentnih sfera. "Kraj svijeta", odnosi se na scenarij konačnog kraja ljudske povijesti, često u vjerskim kontekstima.
Svjetska povijest obično se shvaća kao povijest glavnih geopolitičkih zbivanja od prvih civilizacija do danas. Svjetska populacija je zbroj svih ljudskih populacija u bilo koje vrijeme. Na sličan način, svjetsko gospodarstvo je zbroj svih gospodarstava svih država, posebno u kontekstu globalizacije. 
Kada se gleda svijet u cjelini koriste se pojmovi kao što su: "svjetski" i "međunarodni" (npr. Drugi svjetski rat, Svjetsko prvenstvo u nogometu, međunarodni poredak i sl.),  bez nužnog sudjelovanja svih država svijeta.